# Olešenský potok (přítok Berounky)
Olešenský potok je pravostranný přítok řeky Berounky v Plzeňském kraji. Délka toku činí
3,292 km.

## Průběh toku
Potok pramení v nadmořské výšce 433 m v blízkosti silnice II/232 na správním území obce Újezd Svatého Kříže, která se nachází v okrese Rokycany. Větší část toku i povodí potoka leží na správním území obce Němčovice. Potok teče převážně západním směrem a protéká jediné sídlo – ves Olešnou. Vlévá se do Berounky na jejím 109,8 říčním kilometru v nadmořské výšce 285 m. V horní části byl potok v letech 1948–1989 zatrubněn.

## Stezka
V roce 2016 byla podél části toku pod Olešnou otevřena Naučná stezka Olešenský potok.